# Live from Las Vegas
Live from Las Vegas – czwarte DVD amerykańskiej piosenkarki muzyki pop Britney Spears, wydane 22 stycznia 2002 roku. Materiał był nagrywany w 2001/2002 roku, w czasie trasy Dream Within a Dream Tour, a dokładnie na specjalnym koncercie w Las Vegas. Britney zaśpiewała tam 14 piosenek wśród swoich tancerzy i w wielu strojach.
DVD zadebiutowało na pierwszej pozycji (na #1 przez 6 tygodni) w Stanach Zjednoczonych, gdzie zostało zcertyfikowane na podwójną platynę. We Francji album uzyskał status jednej platyny.

## O DVD

### Wiadomości techniczne
- Oryginalny język: angielski
- Lektor:
  - angielski (Dolby Digital 5.1)
  - angielski (Dolby Digital 2.0 Stereo)

### Materiał
| #                  | Tytuł                                       | Czas  |
| ------------------ | ------------------------------------------- | ----- |
| Oryginał           |                                             |       |
| 1.                 | Oops!... I Did It Again                     | 4:21  |
| 2.                 | (You Drive Me) Crazy                        | 3:59  |
| 3.                 | Overprotected                               | 3:35  |
| 4.                 | Mix: Born to Make You Happy/Lucky/Sometimes | 14:59 |
| 5.                 | Boys                                        | 3:49  |
| 6.                 | Stronger                                    | 3:39  |
| 7.                 | I’m Not a Girl, Not Yet a Woman             | 4:12  |
| 8.                 | I Love Rock ’n’ Roll                        | 2:59  |
| 9.                 | What's It's Like to Be Me                   | 3:29  |
| 10.                | Lonely                                      | 5:00  |
| 11.                | Don’t Let Me Be the Last to Know            | 4:20  |
| 12.                | Anticipating                                | 3:40  |
| 13.                | I’m a Slave 4 U                             | 3:39  |
| 14.                | …Baby One More Time                         | 3:59  |
| Bonusy: UK edition |                                             |       |
| X.                 | I’m a Slave 4 U (teledysk)                  | -:--  |
| X.                 | Overprotected (teledysk)                    | -:--  |
| X.                 | I’m Not a Girl, Not Yet a Woman (teledysk)  | -:--  |
| X.                 | Crossroads (trailer)                        | -:--  |

## Nagrody
| Rok  | Nagroda | Kategoria                                                                               | Rezultat |
| ---- | ------- | --------------------------------------------------------------------------------------- | -------- |
| 2002 | Emmy    | Outstanding Technical Direction, Camerawork, Video for a Miniseries, Movie or a Special | Won      |

## Pozycje i certyfikaty
| Notowanie                            | Sponsor        | Max. pozycja | Certyfikat | Sprzedaż |
| ------------------------------------ | -------------- | ------------ | ---------- | -------- |
| U.S. Billboard Top Music Video Sales | Billboard/RIAA | 1            | 2x Platyna | 200,000+ |
| Mexican Music Video Chart            | AMPROFON       | 5            | Złoto      | 10,000+  |